# Lambrusco Salamino
Lambrusco Salamino ist eine Rotweinsorte, die eine von über 60 Varietäten aus der Familie der Lambrusco ist. Sie wird für perlenden Rot- und Roséwein (Frizzante oder Perlwein) in der italienischen Region Emilia-Romagna verwendet.
Der italienische Ampelograph Girolamo Molon unterschied zu Anfang des 20. Jahrhunderts seinerseits noch die Spielarten Lambrusco Salamino a foglia verde, Lambrusco Salamino a foglia rossa und Lambrusco Salamino tenero. Die Sorte ist in der Metropolitanstadt Bologna und den Provinzen Mantua, Modena und Reggio nell’Emilia zugelassen. Die für den DOC Wein Lambrusco Salamino di Santa Croce verwendeten Trauben werden jedoch nur in 11 Gemeinden bei Modena geerntet.
Die spätreifende Sorte ist ertragsstark und liefert gleichmäßig hohe Erträge. Die Weine verfügen über eine intensive Rotfärbung, sind extraktreich und geben dem Lambrusco Wein die notwendige Säure. Die bestockte Fläche betrug 2016 in Italien 6.228 Hektar.
Siehe auch den Artikel Weinbau in Italien sowie die Liste von Rebsorten.

## Synonyme
Die Rebsorte Lambrusco Salamino ist auch unter dem Namen Lambrusco a Raspo Rosso, Lambrusco di S. Croce, Lambrusco di Santa Croce, Lambrusco Galassi, Lambrusco Salamino a Foglia Rossa, Lambrusco Salamino a Foglia Verde, Lambrusco Salamino a Raspo Verde und Lambrusco Salamino Tenero. bekannt.

### Ampelographische Sortenmerkmale
In der Ampelographie wird der Habitus folgendermaßen beschrieben:
- Die Triebspitze ist offen. Sie ist starkwollig weißlich behaart und mit einem karminroten Anflug versehen. Die grünen Jungblätter sind spinnwebig behaart und bronzefarben gefleckt (Anthocyanflecken).
- Die mittelgroßen fast fünfeckigen Blätter (siehe auch den Artikel Blattform) sind fünflappig und tief gebuchtet. Die Stielbucht ist V-förmig offen. Das Blatt ist stumpf gezahnt. Die Zähne sind im Vergleich der Rebsorten mittelgroß. Die Blattoberfläche (auch Spreite genannt) ist kaum blasig. Im Herbst färbt sich das Laub rötlich.
- Die meist konus- bis walzenförmige Traube ist meist geschultert, klein bis mittelgroß und dichtbeerig. Die rundlichen Beeren sind mittelgroß und von bläulich-schwarzer Farbe. Die Schale der Beere ist fest.

Lambrusco Salamino reift 40 Tage nach dem Gutedel und ist damit ausgesprochen spät reifend. In der Emilia-Romagna wird das Lesegut bis Mitte Oktober eingeholt. Die wüchsige Sorte liefert gleichmäßig hohe Erträge, da die Sorte sehr krankheitsresistent ist.